# Orthostichella tenue
Orthostichella tenue là một loài Rêu trong họ Meteoriaceae. Loài này được (A. Jaeger) Müll. Hal. miêu tả khoa học đầu tiên năm 1901.